# 别尔金角
别尔金角（俄語：Мыс Белкина）或妻内岬（日语：／）是萨哈林岛西岸的海角，面对鞑靼海峡，属萨哈林州斯米尔内赫区，向南约8公里是沃兹德维热尼亚角。當地為大陸性氣候，平均氣溫約為-1℃，最炎熱的月份是8月，平均溫度為17℃，最寒冷的月份是1月，平均溫度為-18℃，平均年降雨量為1036毫米，最潮濕的月份是12月，降雨量為152毫米，最乾燥的月份是2月，降雨量為59毫米。